# Archiloch

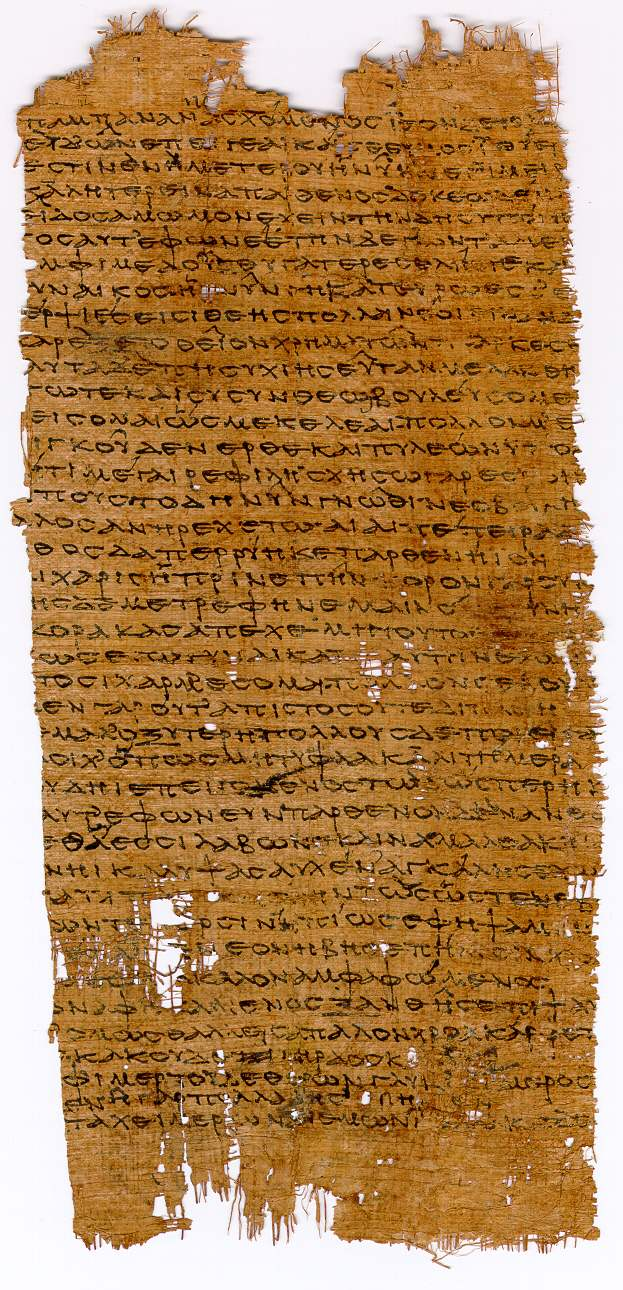
Papirus z fragmentem dzieła Archilocha

Archiloch (stgr. Ἀρχίλοχος Archilochos) – poeta grecki z Paros, żyjący w 1. połowie VII wieku p.n.e., jeden z najwybitniejszych (obok Safony i Alkajosa) przedstawicieli greckiej poezji lirycznej.

## Życiorys
Był synem niewolnicy Enipo i arystokraty Telesiklesa z Paros (stąd arystokratyczne imię Archilochos, czyli „przywódca zastępu”; jednak majątek przejęli przyrodni bracia z prawowitej małżonki), niedoszłym małżonkiem Neobuli i zięciem Likambesa z Paros oraz najemnikiem, wraz z ojcem kolonistą na wyspie Tazos. Zginął jako najemnik w walkach rodzinnej Paros z Trakami na Naksos.

## Twórczość
Pisał elegie, epigramy, hymny, jednak najbardziej znany jest jako autor złośliwych wierszy pisanych w jambach (już w starożytności uznany został za twórcę poezji jambicznej). Jego utwory mają ton krytyczny, satyryczny, pełne są osobistych inwektyw. Z jego twórczości zachowały się fragmenty. Od jego imienia wziął nazwę wiersz archilijski.
Istnieje legenda o Archilochu, która mówi, że został on oszukany przez swojego niedoszłego teścia Likambesa. Archiloch zaręczył się z jego córką Neobulą, jednakże Likambes potem zerwał zaręczyny i nie dopuścił do ślubu tych dwojga. Podobno Archiloch tak mścił się swoimi złośliwymi jambami, że doprowadził do samobójczej śmierci zarówno Likambesa, jak i Neobulę oraz jej siostry. Ponieważ zachowały się bardzo nieliczne fragmenty jego dzieł, nie można wyrokować o prawdziwości tej historii.
Według anegdoty przytoczonej przez Plutarcha poeta został zmuszony do opuszczenia Sparty z powodu swego wiersza:
Sajczyk jakiś zapewne się chlubi mą tarczą bez skazy,
Którą pod krzakiem musiałem wbrew mej woli porzucić;
Sam za to cało wyszedłem. A cóż mi tam po niej!
Pal ją licho, nie gorszą tarczę znowu zdobędę! (przełożył Jerzy Danielewicz)
W wierszach tego poety po raz pierwszy pojawia się termin tyran. Jest też autorem jednego z najstarszych znanych w literaturze opisów fellatio.
Znaczenie Archilocha do liryki porównywano do Homera do eposu, wpłynął swymi wierszami na klasyków: Safonę, Alkajosa, Solona, Anakreonta; a także m.in. Kallimacha w epoce aleksandryjskiej i Horacego w poezji rzymskiej.